# Speak Like a Child
| Recensione | Giudizio |
| ---------- | -------- |
| AllMusic   | [ 2 ]    |

Speak Like a Child è un album discografico del pianista jazz statunitense Herbie Hancock, pubblicato dalla casa discografica Blue Note Records nell'agosto del 1968.

## Tracce

### LP
Tutti i brani sono stati composti da Herbie Hancock, eccetto dove indicato.
Lato A
1. Riot – 5:40 – Registrato il 6 marzo 1968
2. Speak Like a Child – 7:40 – Registrato il 6 marzo 1968
3. First Trip – 5:55 (Ron Carter) – Registrato il 6 marzo 1968

Lato B
1. Toys – 5:49 – Registrato il 9 marzo 1968
2. Goodbye to Childhood – 7:05 – Registrato il 9 marzo 1968
3. The Sorcerer – 5:32 – Registrato il 9 marzo 1968

### CD
Edizione CD del 2005, pubblicato dalla Blue Note Records (7243 8 64468 2 4)
Tutti i brani sono stati composti da Herbie Hancock, eccetto dove indicato.
1. Riot – 4:36
2. Speak Like a Child – 7:47
3. First Trip – 5:58 (Ron Carter)
4. Toys – 5:50
5. Goodbye to Childhood – 7:04
6. The Sorcerer – 5:36
7. Riot – 4:55 – Traccia bonus - First Alternate Take - Registrato il 6 marzo 1968
8. Riot – 4:40 – Traccia bonus - Second Alternate Take - Registrato il 6 marzo 1968
9. Goodbye to Childhood – 5:49 – Traccia bonus - Alternate Take - Registrato il 9 marzo 1968

## Musicisti
- Herbie Hancock - piano
- Thad Jones - flicorno (eccetto nei brani: First Trip e The Sorcerer)
- Peter Phillips - trombone basso (eccetto nei brani: First Trip e The Sorcerer)
- Jerry Dodgion - flauto contralto (eccetto nei brani: First Trip e The Sorcerer)
- Ron Carter - contrabbasso
- Mickey Roker - batteria

Note aggiuntive
- Duke Pearson - produttore
- Registrazioni effettuate il 6 e 9 marzo 1968 al Van Gelder Studio di Englewood Cliffs, New Jersey (Stati Uniti)
- Rudy Van Gelder - ingegnere delle registrazioni
- David Bythewood - foto copertina frontale album originale
- Frank Kolleogy - foto retrocopertina e interno copertina album originale
- Nat Hentoff - note interne copertina album originale[3] [4]